# Le Petit Nicolas : Tous en vacances
Le Petit Nicolas
Le Petit Nicolas : Tous en vacances est une série d'animation franco-belgo-suisse en 52 épisodes de 11 minutes créée d'après le personnage éponyme de René Goscinny et Jean-Jacques Sempé, réalisée par Wilson Dos Santos et produite par Media Valley et diffusée à partir du 11 avril 2022 sur M6 (dans l'émission M6 Kid) et rediffusée sur Gulli, Boing, Boomerang et RTS,.

## Synopsis
Le Petit Nicolas est en vacances avec ses copains et leurs parents à Bains-Les-Mers. Les histoires sont inspirées des livres ou originales.

## Distribution
- Fanny Bloc : Nicolas / Isabelle
- Dorothée Pousséo : Alceste / Gisèle surnommée Zésèle
- Pauline Ziadé : Geoffroy / Micheline
- Guillaume Lebon : M. Lanterneau
- Flavie Flament : la maman de Nicolas
- Xavier Fagnon : le papa de Nicolas / le maître-nageur
- Magali Rosenzweig : Fabrice / la maman de Mamert
- Emmylou Homs : Marie-Edwige / Mamert

Version originale
- - Direction artistique : Céline Ronté et Valérie Siclay

 Source et légende : version française (VF) sur RS Doublage et crédits du générique de fin.
Le générique est interprété par Valentina.

## Épisodes
1. Le club des trappeurs perdus
2. Un chouette château de sable
3. On a joué à la marchande
4. Opération sardines
5. La tombola
6. La bouée de Geoffroy
7. Le repas de papa
8. Sauvons les homards
9. Le jour où je suis parti
10. Le pédalo interdit
11. Seuls au monde
12. Le coup de téléphone
13. On a vendu des glaces
14. La souris
15. La grande lessive
16. On a fait un western
17. Le jeu de piste
18. La foire aux huîtres
19. Les photos de vacances
20. Le plus fort des papas
21. L'anniversaire de Geoffroy
22. L'invasion de crabes
23. Le concours de natation
24. Le fair-play
25. Le cerf-volant
26. Les cahiers de vacances
27. Le Tour de France
28. Le problème de Papa
29. La pêche au gros
30. On a lavé la voiture
31. Clandestins !
32. Le chat de Micheline
33. La mauvaise idée de maman
34. Le bigorneau de la chance
35. L'œuvre d'art
36. La régate
37. Le parfum de la honte
38. Le trésor de Geoffroy
39. On fait du morse
40. La nouvelle vie de papa
41. Le permis de conduire
42. Les jolis porte-clés
43. La voiture américaine
44. La danse des marins
45. La carte postale
46. La petite annonce
47. Satanés scoubidous !
48. Les goémons
49. Le perroquet de Lanterneau
50. Le hoquet d'Alceste
51. Le roi des oursins
52. La sortie au cinéma